# Nero Wolfe sotto il torchio
Nero Wolfe sotto il torchio (titolo originale If Death Ever Slept) è il ventesimo romanzo giallo di Rex Stout con Nero Wolfe protagonista.

## Trama
Il miliardario Otis Jarrell assume Nero Wolfe perché lo liberi di una serpe in seno - sua nuora, ritenuta colpevole di compromettere gli affari vendendo informazioni sensibili alla concorrenza. Poiché Archie e Wolfe sono nel bel mezzo di uno dei loro puntuali litigi, è deciso che Archie vada a vivere nell'attico di Jarrell sulla Fifth Avenue, nelle vesti del suo nuovo segretario. Mentre Archie è via, Orrie prende posto alla sua scrivania. Il caso prende quasi subito una piega preoccupante quando una pistola carica scompare dallo studio di Jarrell. Il giorno seguente l'ex segretario del miliardario viene ritrovato cadavere da Archie nel suo appartamento. Wolfe si trova nella delicata posizione di dover tacere il furto della pistola alla polizia, pur sapendo che ci sono buone probabilità che sia in effetti l'arma del delitto e che il colpevole sia uno degli occupanti dell'attico.

### Personaggi principali
- Nero Wolfe: investigatore privato
- Archie Goodwin alias Alan Green: suo assistente
- Fritz Brenner: cuoco e maggiordomo
- Saul Panzer, Fred Durkin, Orrie Cather, Theodolinda Bonner e Sally Colt: investigatori privati
- Otis Jarrell: affarista
- Trella Jarrell: sua seconda moglie
- Lois Jarrell: figlia di Otis
- Wyman Jarrell: figlio di Otis
- Susan Jarrell: moglie di Wyman
- Roger Foote: fratello di Trella
- Nora Kent: stenografa di Otis
- Corey Brigham: amico della famiglia Jarrell
- James L. Eber: ex-segretario di Otis
- Cramer: ispettore della Squadra Omicidi
- Mandelbaum: sostituto procuratore distrettuale

## Critica
"Anche se Archie Goodwin qui è al massimo della forma, non c'è molto altro che si possa dire in favore di questa dose del solito mix. Archie viene piazzato come segretario di un ricco operatore finanziario i cui segreti d'affari vengono rubati. Wolfe non riesce a prevedere né a impedire un paio di omicidi. Le sue attività sono limitate a tre lunghi interrogatori, nell'ultimo dei quali l'omicida viene smascherato per mezzo di prove fornite principalmente dall'ispettore Cramer."
"Rex Stout si supera nel creare l'ambiente di casa Jarrell con personaggi pienamente formati e interessanti. Le donne sono particolarmente divertenti, inclusa la ricca segretaria, la figlia eccentrica, e la matrigna provocante. In aggiunta, Stout costruisce una completa cultura di famiglia, non meno autentica della cultura della casa di Wolfe sulla 35ª strada. [...] Un punto forte del romanzo sono le scene nell'ufficio di Wolfe dove Archie rimane sotto copertura e Orrie Cather impersona Archie Goodwin. Il mistero è abbastanza buono. La soluzione viene raggiunta in modo molto pratico, che include un elenco dei movimenti di ciascun sospetto."

## Opere derivate
- Circuito chiuso, episodio della serie televisiva prodotta dalla RAI nel 1969.
- Parassiti, episodio della serie televisiva prodotta dalla RAI nel 2012.

## Edizioni
- Rex Stout, Nero Wolfe sotto il torchio, traduzione di Gianni Montanari, collana I Classici del Giallo (n. 691), Arnoldo Mondadori Editore, 1993,  p. 191.
- Rex Stout, Nero Wolfe sotto il torchio, collana Il Giallo Mondadori n.562, Arnoldo Mondadori Editore, 1959.